# Техас против Уайта
«Техас против Уайта и других» (англ. Texas v. White et al.) 74 U.S. 700 (1869) — судебный процесс, рассмотревший претензию реконструкционного правительства Техаса о том, что облигации США, принадлежавшие штату с 1850 года, были незаконно проданы конфедеративными властями штата во время Гражданской войны. Дело рассматривалось Верховным судом США, в юрисдикции которого, согласно конституции США, находятся некоторые из случаев, где одной из сторон являются власти штата.
В 1869 году суд принял решение, которое гласило, что Техас оставался частью США даже входя в конфедерацию и таким образом был под военным управлением в рассмотренный период времени. При принятии решения по вопросу о продаже облигаций суд также постановил, что конституция США не разрешает штатам в одностороннем порядке выходить из состава государства, а также то, что все документы об отделении, а также все документы, изданные законодательными органами мятежных штатов в поддержку отделения, были «совершенно недействительными». Решение стало важным событием, определившим юридический статус штата в государстве.

## Предыстория

### Выход из Союза и продажа облигаций
1 февраля 1861 года комиссия по сецессии Техаса разработала и утвердила проект постановления о выходе Техаса из Союза. Позже это постановление было утверждено законодательными органами штата, а также на всенародном референдуме. 11 января 1862 года легислатура Техаса одобрила создание военного совета для решения вопросов, связанных с началом поддержки Конфедерации.
В результате компромисса 1850 года Техас получил государственные облигации США на сумму 10 миллионов долларов в качестве компенсации при урегулировании пограничных споров. К 1861 году большинство из них было продано, однако, у правительства штата оставалось ещё некоторое число облигаций. Испытывая потребность в деньгах, легислатура Техаса одобрила продажу оставшихся облигаций. По существовавшему закону штата, облигации должен был подписать губернатор Техаса, однако власти штата опасались, что казначейство США откажется оплачивать облигации штата Конфедерации. Законодательное собрание отменило требование подписи губернатора, чтобы скрыть происхождение облигаций.
Перед продажей облигаций техасские юнионисты уведомили казначейство о ситуации, а казначейство, в свою очередь, опубликовало официальное уведомление в газете New-York Tribune о том, что облигации из Техаса будут приниматься лишь в том случае, если они подписаны бывшим губернатором Сэмом Хьюстоном. Несмотря на предупреждение, 136 облигаций были приобретены брокерской конторой, принадлежавшей Джорджу Уайту и Джону Чилсу. Письменное подтверждение сделки датируется 12 января 1865 года, хотя, вероятно, сделка была проведена раньше. Уже до этого срока облигации были перепроданы другим лицам, одно или более из которых успешно смогли погасить облигации через правительство США.
По окончании войны президент Эндрю Джонсон назначил временным губернатором Эндрю Хэмилтона и обязал создать новую конституцию штата и сформировать лояльное Союзу правительство. В рамках этого процесса губернатором был избран Джеймс Трокмортон, однако уже через год генерал армии и военный глава переходного правительства Филип Шеридан назначил новым губернатором Элайшу Пиза.
Джон Чилс, которому вместе с Уайтом был вчинён иск, утверждал, что его невозможно судить, поскольку у штата не хватало доказательств. Он утверждал, что все документы по облигациям были уничтожены солдатами и нет никакого способа восстановить их. Убежденный этими рассуждениями Уайт считал, что он не должен платить возмещение в казну Техаса.
Как только казначейство узнало про ситуацию с облигациями, продаваемыми Уайтом и Чилсом, оно отказалось их обслуживать. После того, как новые власти штата обнаружили, что облигации исчезли, они провели расследование, и выяснили, что бонды проданы, а деньги пошли на финансирование восстания против Союза. Каждый из управлявших в те времена Техасом губернаторов одобрил подачу иска для того, чтобы вернуть облигации. 15 февраля 1867 года иск был подан в Верховный суд США в соответствии со статьёй III, разделом 2 конституции, гласившим, что все дела «в которых штат является одной из сторон» находятся в юрисдикции Верховного суда. Дело получило название «Ревизор штата Техас против Джорджа У. Уайта, Джона Чилса, Джона А. Харденберга, Сэмьюэла Вулфа, Джорджа У. Стюарта, филиала Коммерческого Банка Кентукки, Уэстона Ф. Бёрча, Байрона Мюррея мл. и Шоу» (англ. The State of Texas, Compt., v. George W. White, John Chiles, John A. Hardenburg, Samuel Wolf, George W. Stewart, the Branch of the Commercial Bank of Kentucky, Weston F. Birch, Byron Murray, Jr., and Shaw).

### Политика реконструкции
К тому времени, когда иск был подан, республиканцы в Конгрессе, во главе с радикальной фракцией, выступали против политики реконструкции, проводимой президентом Джонсоном. Радикальные политики выступали против создания временных правительств в южных штатах, а умеренные были расстроены чередой исков, инициированных временными губернаторами в попытке воспрепятствовать реконструкции. Всё чаще республиканцы отказывались от позиции Линкольна, утверждавшего, что штаты никогда не покидали Союз, предпочитая считать Юг завоёванными провинциями, управление которыми должно полностью осуществляться конгрессом. Они надеялись, что Верховный суд отклонит иск, утвердив, что в Техасе нет легального правительства, а значит дело не находится в его компетенции.
Демократы, с другой стороны, хотели, чтобы суд признал существование официальных органов государственного управления в Техасе. Такое решение будет означать полноценное возвращение Техаса в Союз и сделает военные законы реконструкции неконституционными. На Уолл-стрит также внимательно следили за ходом дела, опасаясь каких-либо решений, угрожавших держателям облигаций и инвесторам.

## Аргументация
В процессе участвовали двенадцать адвокатов штата Техас и ряд обвиняемых. Доводы сторон заслушивались три дня: 5, 8 и 9 февраля 1869 года.

### Штат Техас, истец
В иске, поданном штатом Техас, утверждалось, что Техас владеет правом на облигации и просил потребовать от ответчиков вернуть облигации. Адвокаты штата оспаривали законность законодательного собрания штата Конфедерации, разрешившего продажу облигаций. В ответ на претензию ответчиков, Техас специально оговаривал, что претензия касается только законодательных актов, которые были предназначены для содействия Конфедерации или нарушали конституцию США, а не актов, необходимых, чтобы сохранить социальную общность от анархии и для поддержания порядка (таких как регистрация браков, рутинные уголовные и гражданские дела).
Техас утверждал, что, поскольку первоначальная передача облигаций Уайту и Чилсу была незаконной, следует признать незаконными и последующие перепродажи бондов другим лицам. Чилс и Уайт, по мнению штата, должны нести ответственность за покупателей облигаций, а те, кто успел погасить облигации, должны быть добровольно вернуть деньги государству.

### Ответчики
Первым делом адвокаты Чилса подняли вопрос о юрисдикции, утверждая, что раздел конституции, подводящий дело под юрисдикцию Верховного суда, не может быть применён в данном случае. В качестве довода приводился тот факт, что территория являлась не штатом по определению основателей США, а была завоёвана войсками. Техас находился под военным управлением, не имел представителей в конгрессе и конституционных прав.
Адвокаты Чилса также указывали на то, что независимо от того, кто продал облигации, сделка не противоречила конституции США. Продажа облигаций была на благо населения штата и эти люди не могут аннулировать действия предыдущего правительства просто потому, что у нового правительства другой курс. Адвокаты возражали против отделения законодательных органов Техаса от всего народа штата, утверждая, что народ сам выбирал представителей в легислатуру штата.
Джеймс Мандевиль Карлайл, адвокат Харденберга, утверждал, что, поскольку его клиент купил облигации на открытом рынке в Нью-Йорке, у него не было возможности узнать о любых проблемах с легальностью сделки. Карлайл также заявил, что прецеденты признания того, что решения «революционного» правительства оказывали влияние на любые последующие правительства, были «повсеместно признанными в публичном праве страны».
Филипс, адвокат Уайта, утверждал, что, если продажи облигаций были недействительными, то следует признать недействительными все действия правительства штата во время войны недействительными. Он заявил, что «цивилизованное правительство должно признавать важность этого института власти во все времена», из чего сделал вывод, что если в военное время Техас действовал незаконно, последующее правительство не имеет право обжаловать незаконность в Верховном суде.

## Решение суда
Решение суда было вынесено 12 апреля 1869 года главным судьёй Салмоном Чейзом, бывшим членом кабинета министров при Аврааме Линкольне. Вердикт поддержали пятеро судей, трое выступили полностью или частично против.

### Мнение большинства
Первым делом был озвучен ответ по процедурному вопросу о юрисдикции рассматриваемого дела. Суд решил, что подписи любого из трёх губернаторов на поданном иске было достаточно, чтобы принять дело к рассмотрению.
В решении суда Чейз написал, что изначально Союз был создан в ответ на реальные проблемы, с которыми столкнулись колонисты. Первым результатом этих обстоятельств явилось создание Статей Конфедерации, которые создали вечный союз между штатами, принимавшими участие в создании. Созданная позже конституция лишь укрепила и усовершенствовала эти вечные отношения. Чейз написал:
Союз штатов никогда не был абсолютно искусственными и случайными отношениями. Он начал создаваться между колониями и вырос из общего происхождения, взаимных симпатий, родственных принципов, схожих интересов и географических отношений. Он был подтверждён и усилен необходимостью сражаться, получил определённую форму, характер и одобрение с созданием Статей Конфедерации. Статьи торжественно провозгласили союз «бессрочным». Когда статьи перестали удовлетворять потребностям страны, была создана Конституция, предписанная «для создания более совершенного Союза». Трудно передать идею о неразрывном единстве яснее, чем этими словами. Что может быть более неразрывным, если не вечный союз, ставший более совершенным?
После установления происхождения государства, была установлена связь Техаса с Союзом. Суд отверг мнение, что Техас просто подписал соглашение с другими штатами. Вместо этого, по мнению суда, штат включил себя в уже существующий неразрывный политический орган. Из решения:
Поэтому, когда Техас стал одним из штатов Соединённых Штатов, он вступил в неразрывные отношения. Все обязательства вечного союза, и все гарантии республиканского правительства в Союзе были сразу даны штату. Акт, который завершил допуск Техаса в Союз был больше, чем соглашение — это было включение нового члена в политический орган. И это было окончательным. Союз между Техасом и другими штатами стал таким же полным, таким же постоянным и таким же неразрывным, как союз между первыми штатами. Пересмотр или отмена этих отношений невозможны иначе как через революцию или через согласие Штатов
Таким образом, Техас не мог никогда выйти из Союза и любые меры, принятые штатом для провозглашения отделения или реализации постановления об отделении, являются недействительными. Права штата как такового, равно как и права техасцев, как жителей США, остались без изменений. Из решения:
Таким образом, сделки, которые проводились, как считалось, в соответствии с конституцией — постановление об отделении, принятое конвенцией и ратифицированное большинством жителей Техаса, а также все акты легислатуры, призванные помочь постановлению вступить в силу, были абсолютно недействительными. Они были приняты совершенно незаконным способом. Обязательства штата, как члена Союза, и каждого гражданина штата, как гражданина Соединенных Штатов, оставалась совершенными и незатронутыми. Из этого определённо следует, что штат не перестал быть штатом, а его граждане остались гражданами Союза. Иначе штат следовало бы считать иностранным государством, а его граждан иностранцами. В таком случае, войну следовало бы рассматривать не как подавление восстания, а как завоевание и покорение.
Тем не менее, остановка работы довоенной власти в Техасе требовала от США погасить восстание и восстановить законные отношения между штатом и государством. Эти обязательства были прописаны в Конституции как право подавления восстаний и обязанность обеспечить штат властью с республиканской формой правления. Из решения суда:
Полномочия для выполнения первой задачи были даны в праве подавления восстаний и ведения войн; для выполнения второй Соединённые Штаты были обременены обязанностью гарантировать каждому штату в Союзе республиканскую форму правления. Причём вторая задача, в случае бунта, в котором участвуют власти штата, а участие государства на время невозможно, является необходимым дополнением к первой.
Решив вопрос о юрисдикции, Чейз перешел к вопросу о том, кому принадлежит право собственности на облигации. В предыдущих случаях, рассмотренных федеральным судом, Чейз признал законность решений, предназначенных исключительно для поддержания мира и порядка в обществе Юга. Он признал законную силу свидетельств о заключении брака, рыночных сделок и других повседневных актов управляющих органов штатов Конфедерации. Однако, он чётко отделил их от действий в поддержку бунта и рассматривал их в совершенно ином свете. Из решения:
Не стоит давать любые точные определения, в которых законодательные акты такого правительства штата должны рассматриваться как законные или незаконные. Можно сказать, вероятно, с достаточной точностью, что акты, необходимые для поддержания мира и порядка среди граждан, такие, например, как одобрение и защита брака и семейных отношений, регулирующие ход наследования, регулирующие перепродажу и передачу имущества, в том числе частного, обеспечение средств лечения гражданам и защиты имущества, а также другие подобные акты, которые были бы законны, если бы исходили от законного правительства, должны в общем рассматриваться как действительные, даже если они исходят от фактического, но незаконного правительства, а акты, целью которых было содействие и поддержка мятежа против Соединенных Штатов, или направленные на ущемление прав граждан Союза, а также другие акты подобного рода, должны, в общем, рассматриваться как незаконные и недействительные.
Суд постановил, что сделка штата с Уайтом и Чилсом была, таким образом, мятежная и незаконная. Суд признал, что облигации должны до сих пор находиться во владении штата, а значит штат имеет право на возвращение облигаций, либо получение денежных компенсаций в полном размере от тех, кто успел их погасить.

### Особое мнение
Судья Роберт Грайер написал особое мнение, в котором указывал своё несогласие «со всеми поднятыми вопросами и ответами на них» большинства судей. Грайер, опираясь на решение по делу «Хепберн против Эллзи», в рамках которого верховный судья Джон Маршалл определил штат, как единицу, которой полагается иметь представителей в Конгрессе и в Коллегии выборщиков. Таким образом, статус Техаса во время Гражданской войны стал более похожим на статус индейского племени, чем на статус штата Союза. Грайер также полагал, что статус Техаса — больше вопрос Конгресса, нежели суда, и он «не склонен присоединяться к любым утверждениям суда, доказывающим, что Техас оставался штатом Союза, в то время как Конгресс решил, что он таковым не является». Судья Грайер заявил, что претензии Техаса, что он не был штатом во время Гражданской войны были сродни «заявлению о невменяемости» последующей просьбе к суду отменить все свои действия, «сделанные в ходе болезни». Судьи Ноа Суэйн и Сэмюэл Фримэн присоединились к Грайеру.
Выступившие против судьи не согласились с мнением большинства по разным причинам. Грайер, уроженец Пенсильвании, легко поддающийся чужому влиянию, выступал против радикальной реконструкции, его в основном заботили права держателей облигаций. Он считал, что казначейство потеряло контроль над облигациями сразу после их выпуска. Суэйн и Миллер были более благосклонны к позиции радикально настроенных политиков, чем Чейз. В отдельном особом мнении они согласились с выводами суда, что облигации были незаконно проданы сепаратистским правительством, однако, пришли к общему мнению с Грайером относительно того, что нынешнее положение Техаса на момент суда отличалось от определения штата в Конституции.

## Реакция общества
Решение, вынесенное судом, подверглось критике с обеих сторон. Радикальные республиканцы увидели в этом свидетельство того, что Чейз отказался от некогда горячо поддерживаемого им курса. Консерваторы осудили Чейза за принятие решения, которое оставило в силе курс реконструкции, проводимый Конгрессом.
В декабре Лиман Трамбалл, используя особое мнение Миллера-Суэйна, представил закон, призванный отменить решение по делу Уайта. Законопроект Трамбалла объявлял, что «в соответствии с Конституцией, судебная власть Соединенных Штатов не охватывает политическую власть, или не дает судебным органам каких-либо полномочий, чтобы подвергать сомнению решения правительства по политическим вопросам». В прямой атаке на решение Чейза, законопроект «оставляет за Конгрессом право решать, какое правительство создано в штате, и, в соответствии с уже принятыми законами, в Вирджинии, Миссисипи и Техасе отсутствует гражданское правительство». Законодательство было отклонено более консервативными членами Конгресса.
Александар Павкович и Питер Радан в книге «Создание новых государств: теория и практика отделения»(англ. Creating New States: Theory and Practice of Secession) считают, что во фразе приговора «Пересмотр или отмена этих отношений невозможны иначе как через революцию или через согласие Штатов» не было ничего удивительного. Учитывая, что Соединенные Штаты появились в результате революции, слова Чейза повторяют то, что утверждали многие политики и правоведы тех дней, в том числе Авраам Линкольн и Дэниел Уэбстер.